# 강경희 (일제 강점기 관리)
강경희(姜敬熙, 1858년 8월 15일 ~ ?년 ?월 ?일)는 조선 말기의 관료로, 일제 강점기에 조선총독부 중추원 간부로 활동했다.

## 생애
전라북도 옥구군 출신이며, 본적은 경성부 남부(南部) 회현방(會賢坊)이다. 1885년 증광문시에 병과30등위로 합격하여 관료가 된 뒤 병조참의 등으로 재직했고, 대한제국 성립 후에는 중추원 의관을 지냈다. 주로 궁내부에서 재직하였으며, 1907년에 주임관 2등에 오르고 시강원에서 근무했다.
1907년 친일 성향의 유림 단체인 대동학회에, 1909년 김재순이 회장을 맡은 경제연구회에, 같은 해 대동학회가 재편된 공자교회에 가담했으며, 국민연설회와 한국평화협회 등 친일 단체에서 활동했다. 1911년 총독부 자문 기구인 중추원 찬의에 임명되었다.
2002년 발표된 친일파 708인 명단, 2008년 민족문제연구소에서 친일인명사전에 수록하기 위해 정리한 친일인명사전 수록예정자 명단, 2006년 친일반민족행위진상규명위원회가 조사 발표한 친일반민족행위 106인 명단에 모두 포함되었다.

## 가족관계
- 양조부 : 강문영(姜文永)
  - 양아버지 : 강만형(姜晩馨)
  - 친아버지 : 강문형(姜文馨)
    - 형님 : 강민희(姜敏熙)
    - 동생 : 강돈희(姜敦熙)

## 같이 보기
- 대동학회
- 공자교회
- 조선총독부 중추원

## 참고 자료
- 친일반민족행위진상규명위원회 (2006년 12월). 〈강경희〉 (PDF). 《2006년도 조사보고서 II - 친일반민족행위결정이유서》. 서울. 325~329쪽쪽. 발간등록번호 11-1560010-0000002-10. 2007년 10월 8일에 원본 문서 (PDF)에서 보존된 문서. 2007년 6월 21일에 확인함.